# Tubilustrium
Il Tubilustrium era una festività romana, durante la quale venivano purificate le trombe.

## Festività
Si trattava di una cerimonia con la quale si inaugurava la stagione dedicata alle campagne militari. La cerimonia consisteva nel lavaggio sacro (lustrium) delle trombe da guerra (tubae). A questa motivazione, in seguito se ne aggiunse una religiosa, sempre legata alla purificazione delle trombe.
La cerimonia era tenuta il 23 marzo, nell'ultimo giorno dei Quinquatria, una festa dedicata al dio Marte; una seconda celebrazione avveniva il 23 maggio, ed era dedicata a Vulcano, fabbro divino, in quanto artefice delle tubae.
Il lavacro avveniva nell'Atrium sutorium, la sede della congregazione dei calzolai, e veniva accompagnato da sacrifici e giochi; i Salii, i sacerdoti del culto di Marte, giravano per la città danzando. La celebrazione del Tubilustrium avveniva all'inizio della primavera, in quanto la preparazione rituale degli strumenti militari ricordava l'inizio del periodo in cui in antichità venivano combattute le guerre.
Theodor Mommsen ne propose un'interpretazione, per la quale la purificazione rituale delle trombe era legata a quelle utilizzate per la convocazione dei Comitia calata.